# Теветия
Теве́тия, или Тевеция (лат. Thevētia) — род цветковых растений семейства Кутровые (Apocynaceae). Некоторые виды являются популярными декоративными растениями.

## Название
Род назван в честь французского монаха Андре Теве.

## Биологическое описание
Представители рода — невысокие вечнозелёные деревья или кустарники, имеющие узкие, глянцевые листья, расположенные поочерёдно. Цветы нежные, колокольчатые. Плод — костянка с плотным околоплодником зелёного или желтоватого цвета, чернеющая по мере созревания, размером 3—5 см в диаметре, с симметричными выступами. Косточка треугольной формы, содержащая внутри два больших семени. Листья, стебель и плод содержат белый, очень клейкий млечный сок, ядовитый для человека.

## Виды
По информации базы данных The Plant List, род включает 4 вида:
- Thevetia ahouai (L.) A.DC.
- Thevetia amazonica Ducke
- Thevetia bicornuta Müll.Arg.
- Thevetia neriifolia Juss. ex Steud.